# Bubendorf
Bubendorf est une commune suisse du canton de Bâle-Campagne, située dans le district de Liestal.

Vue aérienne (1967).

## Description
L'église réformée a la particularité d'être équipée de panneaux solaires depuis 1995.